# Maria Tasnady
Mária Tasnády Fekete conosciuta con gli pseudonimi Maria Tasnady, Maria von Tasnady e Maria De Tasnady (Lonea, 16 novembre 1911 – Monaco di Baviera, 16 marzo 2001) è stata un'attrice e cantante ungherese.

## Biografia
Transilvanica di nascita, di nazionalità ungherese, fece gli studi in patria e si laureò in storia e letteratura tedesca all'Università di Budapest. Nel 1931 fu eletta Miss Ungheria.
Ben presto si trasferì a Berlino, dove nel 1932, ebbe il suo primo ruolo cinematografico nel film Durchlaucht amüsiert sich. Si avvicinò allo studio della recitazione prima al Teatro Nazionale di Oldenburg e di seguito al Teatro Schiller di Berlino. Nello stesso periodo lavorò come corrispondente per Radio Free Europe.
Conobbe e sposò il produttore cinematografico Bruno Duday. Interpretò ruoli principali nei film tedeschi, tra cui il film di propaganda nazista Menschen ohne Vaterland del 1937, pellicola prodotta dallo stesso marito. Da questi si separò e fece ritorno in Ungheria, dove interpretò ruoli primari per le pellicole nazionali e dove conobbe il regista Géza von Radványi, che sposò nel 1938.
Lavorò anche per il cinema italiano, dove è ricordata soprattutto per l'interpretazione nel film Bengasi del 1942, accanto ad attori come Amedeo Nazzari e Fosco Giachetti. Inoltre recitò nei film italiani diretti dal marito, con il quale soggiornò per dei periodi in Italia.
Nel 1948, con il suo consorte lasciò l'Ungheria, e si trasferì prima in Italia, poi in Francia e dal 1954 si stabilì definitivamente in Germania. Nel dopoguerra ebbe ruoli secondari come nel film Enrico Caruso, leggenda di una voce, del 1951, dove interpretò la parte della madre del tenore italiano.
Verso la fine degli anni cinquanta si ritirò dalle scene. Morì a Monaco di Baviera all'età di 90 anni.

## Filmografia
- Durchlaucht amüsiert sich, regia di Conrad Wiene (1932)
- Wenn die Liebe Mode macht, regia di Franz Wenzler (1932)
- Édes mostoha, regia di Bèla Balogh (1935)
- La nona sinfonia (Schlußakkord), regia di Detlef Sierck (Douglas Sirk) (1936)
- Menschen ohne Vaterland, regia di Herbert Maisch (1937)
- Streit um den Knaben Jo, regia di Erich Waschneck (1937)
- Un'ora di felicità (Frau Sylvelin), regia di Herbert Maisch (1938)
- L'allegro cantante (Das Abenteuer geht weiter), regia di Carmine Gallone (1939)
- La donna del mistero (Die Frau ohne Vergangenheit), regia di Nunzio Malasomma (1939)
- Öt óra 40, regia di André De Toth (1939)
- Két lány az utcán, regia di André De Toth (1939)
- Erdélyi kastély, regia di Félix Podmaniczky (1940)
- Un'avventura a Sarajevo (Sarajevo), regia di Ákos Ráthonyi (1940)
- A porte chiuse (Zárt tárgyalás), regia di Géza von Radványi (1940)
- L'Europa non risponde (Euròpa nem vàlaszol), regia di Géza von Radványi (1941)
- La vergine ribelle (A beszélö köntös), regia di Radványi Géza (Géza von Radványi) (1941)
- La pista del delitto (Alarm), regia di Herbert Fredesdorf (1941)
- Bengasi, regia di Augusto Genina (1942)
- Inferno giallo, regia di Géza von Radványi (1942)
- Egy asszony visszanéz, regia di Géza von Radványi (1942)
- L'usuraio, regia di Harry Hasso (1943)
- II. magyar kívánsághangverseny, regia di István Balogh (1944)
- Enrico Caruso, leggenda di una voce, regia di Giacomo Gentilomo (1951)
- André und Ursula, regia di Werner Jacobs (1955)
- Die Prinzessin von St. Wolfgang, regia di Harald Reinl (1957)